# Jean-Louis de La Roque
Pour les articles homonymes, voir La Roque.
Jean-Louis de La Roque, né le 26 septembre 1754 à Anglès (Tarn), mort guillotiné le 2 mars 1794 à Paris, est un général de brigade de la Révolution française.

## États de service
Il entre en service le 20 décembre 1768, comme élève à l’école d’artillerie. Le 10 janvier 1770, il est volontaire au régiment de Condé cavalerie, et il passe sous-lieutenant le 13 mars 1771.
Il est nommé capitaine en second le 10 octobre 1778, capitaine commandant le 14 février 1783, et chef d’escadron le 1er mai 1788. Le 6 novembre 1791, il passe au 1er régiment de dragons
Le 7 août 1792, il passe chef de brigade au 21e régiment de cavalerie, et il est nommé colonel le 8 mars 1793 au 10e régiment de dragons.
Il est promu par le général Dampierre, général de brigade provisoire à l’armée du Nord le 7 avril 1793, il est confirmé le 15 mai suivant. Le 23 mai 1793, il se conduit bravement à la Bataille de Famars. Il est arrêté le 4 juin 1793, et emprisonné dans la citadelle de Cambrai.
Transféré à Paris, et incarcéré à la Prison de l'Abbaye le 15 août 1793, il est interrogé le lendemain, et suspendu le 20 septembre suivant. Traduit devant le Tribunal révolutionnaire, il est condamné à mort, comme conspirateur et complice de Dumouriez, et il est guillotiné le 2 mars 1794 à Paris.